# 메타구
메타구가 각본과 감독을 맡은 타밀어 정치 스릴러 영화에 쉽게 다가온다. 이 영화는 전 세계 타밀족의 지원을 받아 타밀어 엘람 극장에서 제작했다. 영화의 음악은 프라빈이 작곡했다. 애초 이 영화는 2020년 11월 26일 개봉할 예정이었다. 하지만 코로나 사태와 몇 가지 이슈로 인해 연기되어 2021년 개봉 예정이라고 한다. 그리고 2021년 6월 25일 BS VALUE ODT 사이트가 공개되었다. 이 영화는 타밀어 엘람의 실제 사건과 그곳에서 타밀 사람들의 배신이 억압을 어떻게 보았는지, 그리고 LTTE 지도자 프라바카란이 그곳에서 해방을 위해 싸우기 시작한 이유를 기반으로 한다. 이 영화는 LTTE 지도자 벨루필라이 프라바카란의 어린 시절의 이야기를 들려준다. 영화는 그의 전기와 영화의 스토리를 중심으로 진행된다. 이 영화는 스리랑카의 정치적 상황, 싱할라-불교 쇼비니즘의 잔학 행위, 자프나에서 열린 세계 타밀 연구 회의에 대한 싱할라 공격에 가담한 알프레드 두라야파 시장의 암살로 끝을 맺는다. 타밀어 뉴 타이거스의 이름으로 프라바카란 대통령과 그의 동지들. 이 영화는 엘람 타밀어 삶의 투쟁, 삶의 이야기 및 사건을 보여준다.

## 줄거리
이 영화는 타밀족을 탄압하기 위해 타밀족 엘람에서 일어난 실제 사건을 보여주고 스리랑카의 인도양 섬에서 타밀족 자유 투쟁에 어떻게 그리고 왜 등장했는지에 대해 이야기한다. 이 영화는 또한 유명한 타밀 지도자 벨루필라이 프라바카란의 부상에 대해 이야기한다.

## 배우
- 쿠티 마니(젊은 프라바카란)
- 이스와르 파샤
- 마두니카
- 비자이
- 아난단
- 비노드 사가르 (라차산 명성)
- 임마누엘
- 리시 안토니( 시리마보 반다라나이케 )

## 노래
프라빈 쿠마르는 영화의 음악을 작곡했다.
| 일련 번호. | 노래             | 가수           | 윤곽                                           | 옷길이(m:ss) |
| 1          | 봄 새싹          | 우다이프라카시 | 타밀어 엘람 국가 시인. 푸투바이 이랏티나투라이 | 03:52        |
| 2          | 8진 레코드에서   | 로자 아디티야  | 시인 더. 티루쿠마란                            | 03:65        |
| 삼         | 나무 껍질을 통해 | 우다이프라카시 | 티 키투                                        | 03:14        |

## 어서 오십시오
BS VALUE O 2021년 6월 25일. 디. 디사이트 영화가 개봉되었다. 이 영화는 대부분 긍정적인 평가를 받았다. S. 힌두 타밀어 매일. 에스. 레닌의 평론에서 "영화의 예산으로 인해 다큐멘터리의 이미지가 왜곡된 부분이 있었다고 해도 과언이 아니다. 하지만 엘람족의 고통과 언어를 정확히 표현한 정치적인 관점에서 볼 때 이 영화는 화면의 단순함과 집중력에서 비약적인 도약의 표본이라고 할 수 있다”고 말했다. 칭찬대로.